# Cserkuthi József
Cserkuthi József (Czeh József) (Vác, 1816. november 2. – Szeged, 1864. november 30.) piarista rendi tanár.

## Élete
A gimnáziumot szülővárosában, a teológiát Nyitrán és Szentgyörgyön végezte; tanított több helyen, végül 1853-tól 1863-ig Szegeden. Nevét 1861-ben magyarosította Cserkuthira.

## Munkái
- Imádságok és énekek a tanuló ifjuság számára. Kolozsvár, 1843 (Czeh névvel)
- Erdély történeteinek rövid rajza a honi ifjuság számára. Uo. 1845 (Czeh névvel)
- Latin hangmértan az Alváry-féle latin versezet nyomán a tanuló ifjuság számára. Pest, 1857. Irta Cs. J. (2. jav. és bőv. kiadás. Szeged, 1860. Czech József és Cserkuthi. 4. kiad. Uo. 1874. Cserkuthi József névvel)
- Latin nyelvtani szabályok a nevek nemeiről, az igék mult idejéről és hanyatszaváról. Szeged, 1863 (2. jav. kiadás) és Uo. 1866.
- Névjegyzék a Schubert-Virányiféle természetrajza növény-ábrákhoz. Uo. 1866 (2. jav. kiadás)